# Trachycephalus nigromaculatus
Trachycephalus nigromaculatus es una especie de anfibios de la familia Hylidae. Es endémica de Brasil.
Sus hábitats naturales incluyen bosques tropicales o subtropicales secos y a baja altitud, zonas de arbustos, lagos de agua dulce permanentes e intermitentes, marismas de agua dulce, corrientes intermitentes de agua, jardines rurales y zonas previamente boscosas ahora muy degradadas.
Está amenazada de extinción por la destrucción de su hábitat natural.

## Etimología
Trachycephalus viene del griego clasico τραχύς (trakhús), "bruto", y κέφαλος (képhalos), "cabeza". El nombre nigromaculatus viene del latin nigrum, "negro", y maculatus, "moteado".